# 아메리칸 패트롤

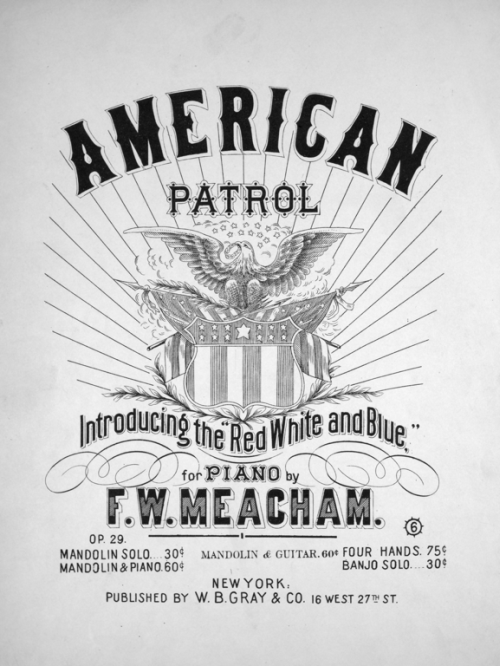
음악 커버 (1885년)

아메리칸 패트롤(American Patrol)은 프랭크 화이트 미참이 작곡한 미국의 클래식 음악이다.

## 공연
1892년 7월 2일 미국 오리건주 포틀랜드에서 마린 밴드(Marine Band)에 의해 공연되었다.